# زرامنندی
زَرامَنَندی، روستایی در دهستان جکیگور بخش مرکزی شهرستان راسک در استان سیستان و بلوچستان ایران است.

## جمعیت
بر پایه سرشماری عمومی نفوس و مسکن در سال ۱۳۹۵، جمعیت این روستا برابر با ۲۹۳ نفر (۷۲ خانوار) بوده‌است.